# Корча (бира)
„Корча“ (на албански: Birra Korça) е пивоварна компания и едноименна бира в Албания.
Компанията е основана през 1928 г. в Корча, Албания. Тя е третата по производство на бира в страната.

## История
Компанията е първия производител на бира в Албания. Създадена от италианския инвеститор Умберто Умберти и албанския предприемач Селим Мбориа. Първоначалният капитал на фабриката е 950 000 франка, а производствения капацитет е около 20 000 хектолитра годишно. Произвежда светла и тъмна бира, а също така и бутилира вода с марката „Кристал“ и лед.
След края на Втората световна война и установяването на комунистическия режим в Албания, на 11 януари 1946 г. пивоварната е национализирана. През 1955, 1957 и 1965 г. е реконструирана, а производството се увеличава. През април 1994 г., след политическите промени, икономическата криза и либерализацията на пазара в Албания, пивоварната е продадена на търг на група бизнесмени. През 2004 г. пивоварната е купена от бизнесмена Ирфан Хюсенбелю. Скоро след това са инвестирани над 15 млн. евро за модернизацията ѝ. С помощта на чешки и италиански технологии годишното производство на бира възлиза на над 120 000 хектолитра. За производството ѝ се използва вода от извори от планина Морава. Всяка година през август се провежда бирфест.

## Характеристика
Светлата бира е с алкохолно съдържание 4,8 – 5 %, а тъмната 5,0 – 5,2 %. Продава се в стъклени бутилки с вместимост 0,33 и 0,5 литра, както и в кегове от по 30 и 50 литра.

## Награди
Бира „Корча“ е носител на няколко награди за качество. През 1928 г. получава първа награда в Солун. През 2007 г. в Лондон получава международна награда за качество. Пивоварната притежава сертификат ISO 22000. През 2009 г. във Франкфурт получава международна награда за качество. Бирата се разпространява в цяла Албания, както и в съседните страни. От 2011 г. се изнася и за щата Масачузетс в САЩ.